# Szwa
Szwa – w językoznawstwie, zwłaszcza w fonetyce i fonologii, określenie samogłoski średnio centralnej (zaokrąglonej lub niezaokrąglonej) znajdującej się w środku diagramu samogłoskowego, oznaczanej w międzynarodowym alfabecie fonetycznym symbolem ə lub inną samogłoski bliskiej tej pozycji. Dla przykładu w ortografii języka angielskiego litera a w wyrazie about reprezentuje szwę. W języku angielskim szwa występuje głównie w sylabach nieakcentowanych, ale w innych językach może pojawiać się częściej w sylabach akcentowanych. W polszczyźnie standardowej szwa nie występuje wcale. Można ją spotkać tylko w niektórych dialektach lokalnych.
W odniesieniu do niektórych języków nazwa „szwa” oraz symbol ə mogą określać inne samogłoski średnie, niekoniecznie samogłoskę średnio centralną.

## Języki, w których występuje ten dźwięk
- albański
- angielski: about [əˈbaʊt] tłum.: 'na temat'
- bułgarski
- francuski
- kaszubski: bëc [bəc] tłum.: 'być'
- maryjski: кыжгымдыш [kəʒɡəmdəʃ] tłum.: 'podrażnienie'
- niemiecki: Mücke [ˈmʏkə] tłum.: 'komar'
- paszto: ‏ﺳﺘﺮﺍﻱ‎ [stəˈraj] tłum.: 'zmęczony'
- portugalski (odmiana europejska[1]): saca [ˈsäkə]  tłum.: 'worek' (Z reguły transkrybowana /ɐ/; odpowiada samogłosce [ɐ] w odmianie brazylijskiej[2])
- połabski
- rosyjski: но́вой [ˈnɔvəj] tłum.: 'nową'
- rumuński: mamă [ˈmamə] tłum.: 'mama'[3]